# Beatriz Ferrer-Salat
Beatriz Ferrer-Salat Serra de Migui (Barcelona, 11 de março de 1966) é uma adestradora espanhola.

## Carreira
Beatriz Ferrer-Salat representou seu país nos Jogos Olímpicos de 1996, 2000 e 2004, na qual conquistou a medalha de prata no  adestramento por equipes e bronze no individual, em 2004. 

## Ligações Externas
Sitio Oficial